# Avion Express
Avion Express é um operador aéreo de arrendamento de aeronaves lituano com sede em Vilnius. A empresa faz parte do Avia Solutions Group. A AvionExpress opera voos não regulares (Fretados/Charter) porém, o seu foco principal é o arrendamento de aeronaves em WetLease/ACMI (Avião, tripulação, Manutenção e Seguros). 
A AvionExpress tornou se na maior operadora europeia de WetLease/ACMI na Europa e no Mundo tendo tripulantes de varios países europeus especialmente tripulantes originarios de Espanha, Portugal, Roménia e da Grécia e uma vasta frota em constante crescimento. 

## História
A Avion Express foi fundada em 2005 como Nordic Solutions Air Services. Em 2008, a empresa foi renomeada para Avion Express. Em 2010, a Avion Express foi adquirida pela empresa francesa de investimentos Eyjafjoll SAS, formada pela Avion Capital Partners of Switzerland juntamente com outros investidores.
Em 2011, a Avion Express anunciou seu primeiro Airbus A320, que foi a primeira aeronave Airbus a ser registrada na Lituânia. Em dezembro, mais dois Airbus A320 foram adicionados à frota. Em 2013, a Avion Express foi aprovada na Auditoria de Segurança Operacional IOSA e, consequentemente, obteve um registro IATA. A última aeronave de carga Saab 340 foi retirada de operação em março de 2013. No verão de 2014, a companhia aérea operava uma frota de 9 Airbus A320s e 2 Airbus A319s. Naquele mesmo ano, a Avion Express estabeleceu uma subsidiária Dominican Wings, uma companhia aérea de baixo custo com sede em Santo Domingo, República Dominicana. No verão de 2017, a Avion Express apresentou a aeronave Airbus A321 à frota da empresa.
Em junho de 2017, a Avion Express anunciou que havia vendido sua participação de 65% na Dominican Wings para o presidente da empresa.
Em 2019, a Avion Express estabeleceu a Avion Express Malta, uma empresa subsidiária com sede em Malta. A empresa iniciou suas operações em maio e opera 8 aeronaves Airbus A320 e Airbus A321.

## Frota

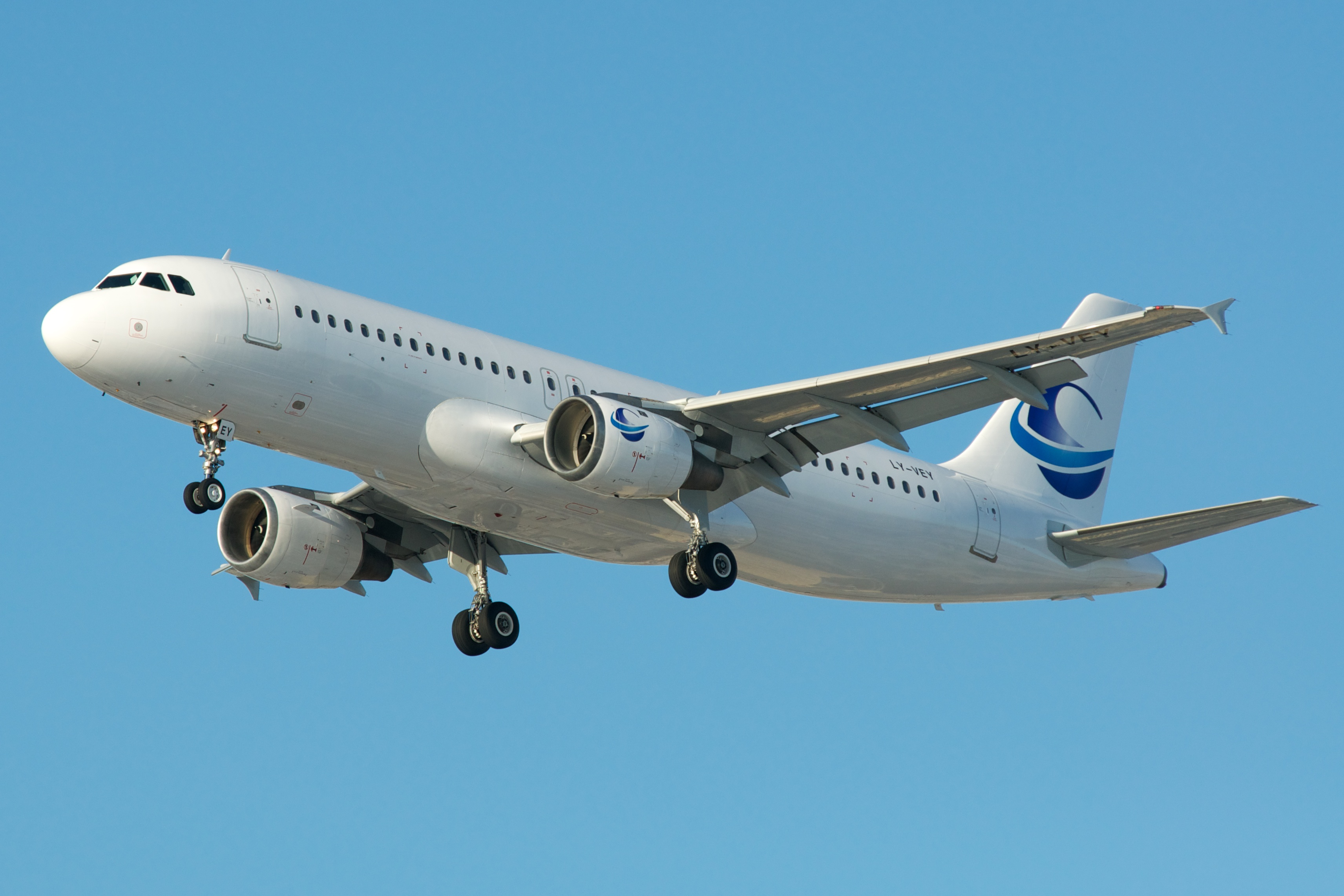
Um Airbus A320-200 da Avion Express

A frota da Avion Express consiste nas seguintes aeronaves (Março de 2025):
| Aeronaves       | Em Serviço | Ordens (Pedidos) | Passageiros | Notas                                                                    |
| --------------- | ---------- | ---------------- | ----------- | ------------------------------------------------------------------------ |
| Airbus A321-200 | 3          | –                | 220         | Para serem retirados e substituidos por Airbus A320Neo                   |
| Airbus A320-200 | 81         | 30               | 180         | Para serem substituídos por Airbus A320Neo (para ser anunciado)Eurowings |
| Total           | 84         | 30               |             |                                                                          |